# 中关村图书大厦
39°58′59″N 116°17′56″E / 39.98293°N 116.29889°E

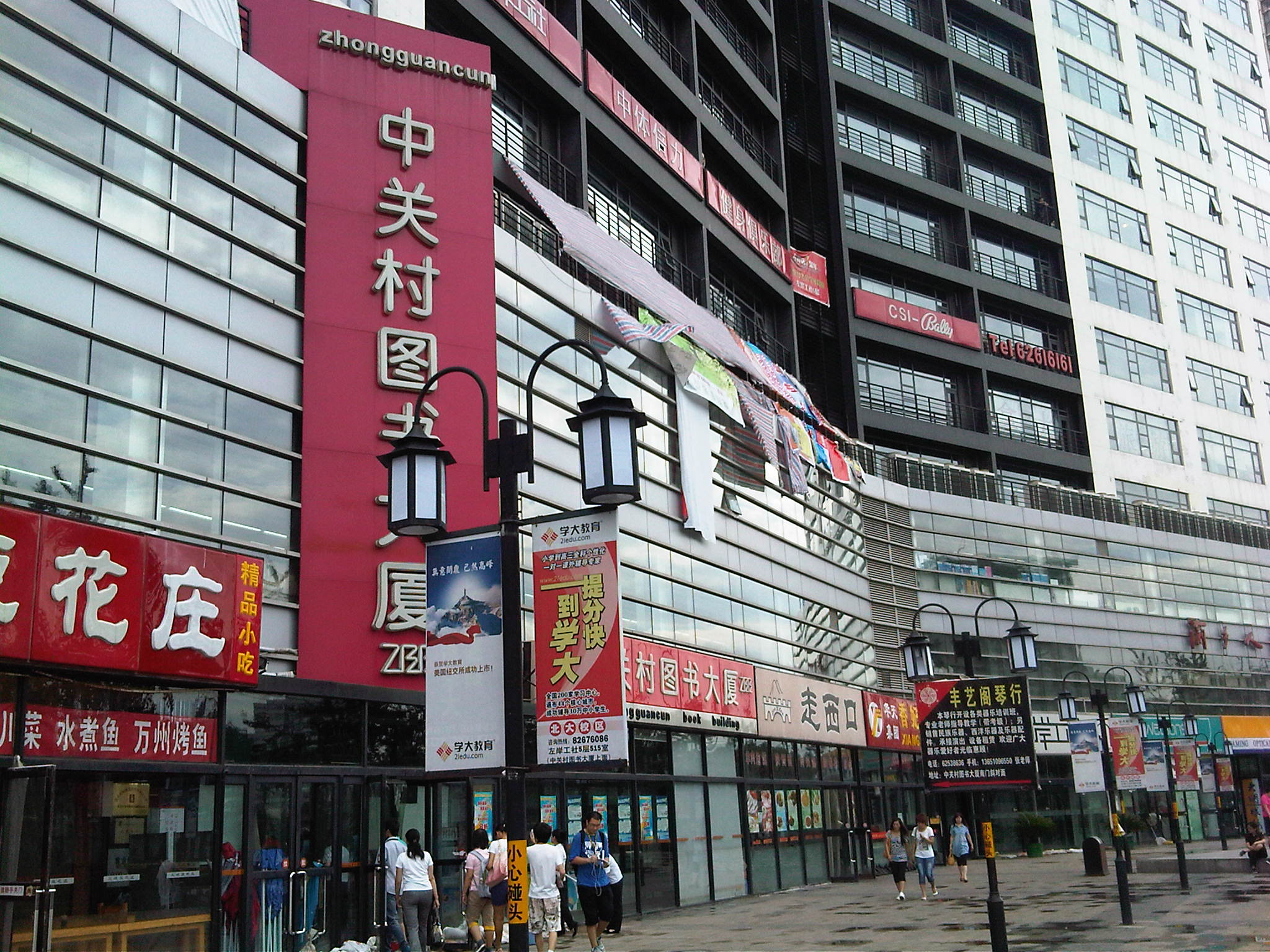
北门

中关村图书大厦是位于北京市海淀区北四环西路68号左岸工社大楼内的一家书店。隶属于北京新华文化有限责任公司。
中关村图书大厦的简称是ZBB（Zhongguancun Book Building），公司的LOGO上也印有ZBB的字样。

## 简介

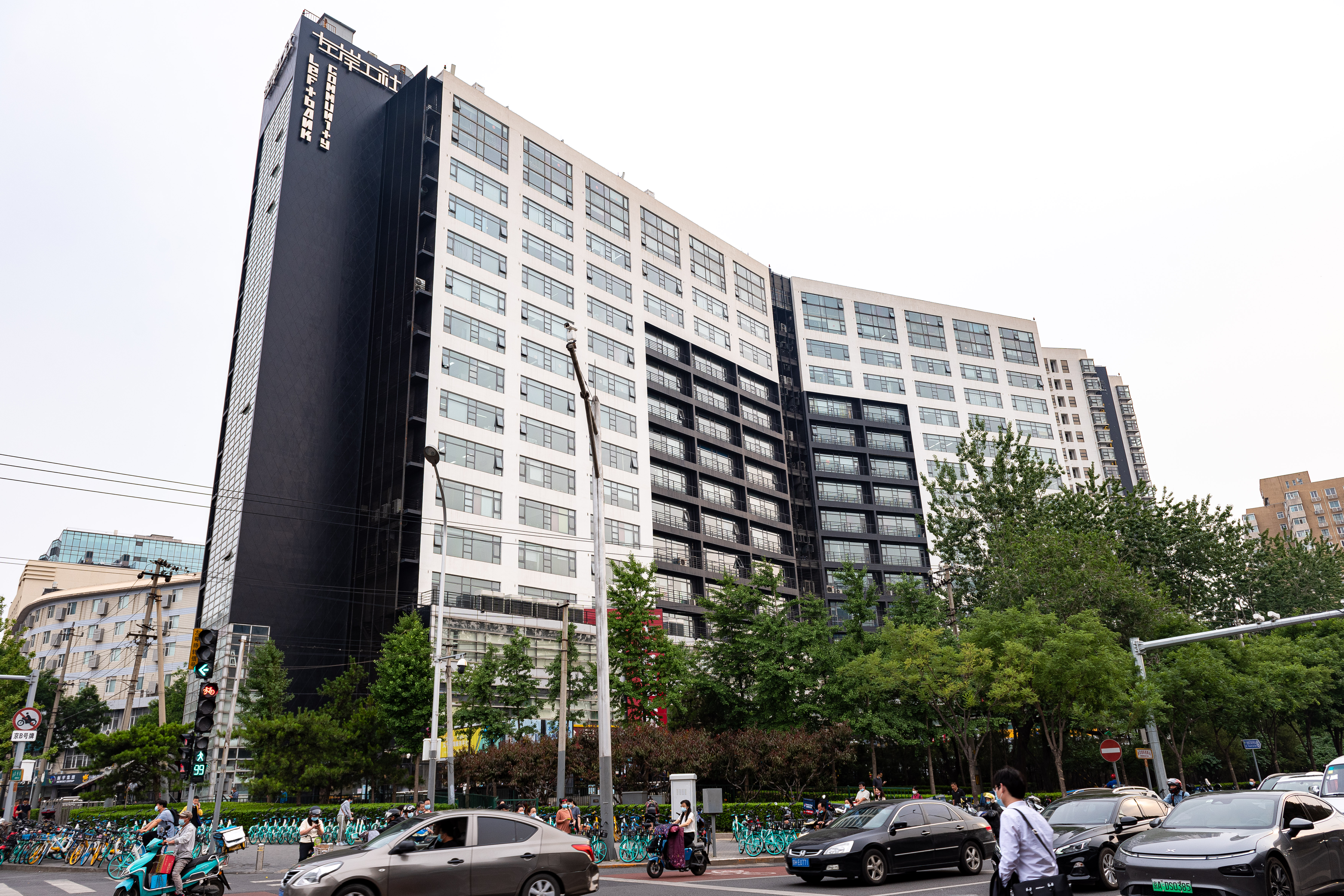
中关村图书大厦所在的左岸工社（北立面）

2003年11月6日，中关村图书大厦开业。该书店由北京市新华书店独家出资建设。
2006年7月15日，北京市最大的书店第三极书局在中关村开业。退居北京市第二大书店的中关村图书大厦随即同第三极书局大打价格战。在价格战进行期间，两家书店的客流量和销量均大幅上升。
经中华人民共和国新闻出版总署调解，两家书店达成了10月16日停止促销的决定，第三极书局如约在10月15日停止促销。但随后第三极书局自称中关村图书大厦在10月16日依然在进行打折活动，因此决定将打折活动延长至10月20日。
2015年，中关村图书大厦曾调整布局。